# Azamgarh (Division)
Die Division Azamgarh ist eine Division im indischen Bundesstaat Uttar Pradesh. Der Verwaltungssitz befindet sich in der Stadt Azamgarh.

## Distrikte
Die Division Azamgarh gliedert sich in drei Distrikte:
| Distrikt | Verwaltungssitz | Fläche in km² | Einwohner (2011) | Ew./km² |
| -------- | --------------- | ------------- | ---------------- | ------- |
| Azamgarh | Azamgarh        | 4.054         | 4.613.913        | 1.138   |
| Ballia   | Ballia          | 2.981         | 3.239.774        | 1.087   |
| Mau      | Mau             | 1.713         | 2.205.968        | 1.288   |